# Allan Bell
Allan Robert Bell (20 juni 1947) is een politicus van het Britse eiland Man die sinds 1984 lid is van de House of Keys. Tussen 2011 en 2016 was hij de eerste minister van het eiland Man.

## Politieke carrière
Voor zijn politieke carrière ging Allan Bell naar de Ramsey Grammar School en was hij vervolgens actief in het bankwezen en boekhouding. In 1976 kandideerde hij zich vergeefs voor een positie in de House of Keys, het lagerhuis van het eiland Man. Sinds 1984, toen hij voor het eerst verkozen werd, is hij een van de vertegenwoordigers van Ramsey in de House of Keys.
Sinds 1986 is hij lid van het parlement en bekleedde de volgende kabinetsposten: 1986-1990 minister voor Toerisme en Transport, 1990-1994 minister van Toerisme, Vrije tijd en Transport, 1991-1996 minister van Industrie, 1996-2001 minister van Binnenlandse Zaken, 2001-2010 minister van Financiën en ten slotte 2010-2011 minister van Economische Ontwikkeling.
Na de terugtreding van eerste minister James Anthony Brown werd Bell op 11 oktober 2011 tot zijn opvolger verkozen. Hij bekleedde deze positie tot 4 oktober 2016.

## Homorechten
Tijdens een interview in 2015 met The Guardian maakte Bell bekend dat hij al 21 jaar een relatie had met een man. Hij stelde dat het referendum over het openstellen van het huwelijk voor partners van het gelijke geslacht in Ierland hem motiveerde om zich in te zetten voor gelijke rechten op het eiland Man, waar homoseksualiteit pas in 1992 gedecriminaliseerd werd. Door het legaliseren van het homohuwelijk wilde hij 'een streep zetten onder de donkere dagen van het eiland Man'.

## Pensioen
Op 1 augustus 2016 maakte Bell bekend dat hij na 37 jaar in de politiek met pensioen zal gaan.